# End Hits
End Hits è un album dei Fugazi, pubblicato nel 1998 dalla Dischord Records. Il titolo dell'album venne interpretato come l'annuncio dell'imminente scioglimento del gruppo, scioglimento che (anche se non ufficiale) avverrà nel 2002.

## Tracce
1. Break – 2:12
2. Place Position – 2:45
3. Recap Modotti – 3:50
4. No Surprise – 4:12
5. Five Corporations – 2:29
6. Caustic Acrostic – 2:01
7. Closed Captioned – 4:52
8. Floating Boy – 5:45
9. Foreman's Dog – 4:21
10. Arpeggiator – 4:28
11. Guilford Fall – 2:57
12. Pink Frosty – 4:09
13. F/D – 3:42

## Formazione
- Ian MacKaye - chitarra, voce
- Guy Picciotto - chitarra, voce
- Joe Lally - basso
- Brendan Canty - batteria